# Britská východní Afrika
Britská východní Afrika (anglicky British East Africa), oficiálně Protektorát Východní Afrika (East Africa Protectorate) byla oblast u Velkých afrických jezer rozkládající se zhruba na stejném území jako dnešní Keňa (přibližně 639 209 km²) od Indického oceánu do vnitrozemí k Ugandě a Keňskému příkopu. Přestože se částečně jednalo o panství zanzibarského sultána, bylo koncem 19. století pod britskou kontrolou. Protektorát byl zřízen v důsledku britských obchodních zájmů v této oblasti v 80. letech 19. století a existoval až do roku 1920, kdy se stal Kolonií Keňa s výjimkou 16km pobřežního pásu, který byl současně vyhlášen Protektorátem Keňa.

## Správa
Evropští misionáři se začali usazovat v oblasti mezi Mombasou a Kilimandžárem v roce 1840 oficiálně pod ochranou zanzibarského sultána. V roce 1886 britská vláda podpořila Williama Mackinnona, který už měl se sultánem uzavřenou dohodu a jehož lodní společnost obchodovala v oblasti Velkých jezer, aby založil Britskou východoafrickou asociaci s cílem zvýšit britský vliv v regionu. Asociace se v roce 1888 přeměnila na Imperiální britskou východoafrickou společnost s původním cílem zajišťovat správu pobřeží táhnoucího se v délce asi 240 kilometrů od řeky Džuba přes Mombasu k Německé východní Africe, kterou mělo od sultána pronajatu Německo. Britská „sféra vlivu“ dohodnutá na Berlínské konferenci v roce 1885 byla rozšířena z pobřeží i do vnitrozemí přes území budoucí Keni a po roce 1890 zahrnovala rovněž Ugandu. V té době byla správním centrem Mombasa.

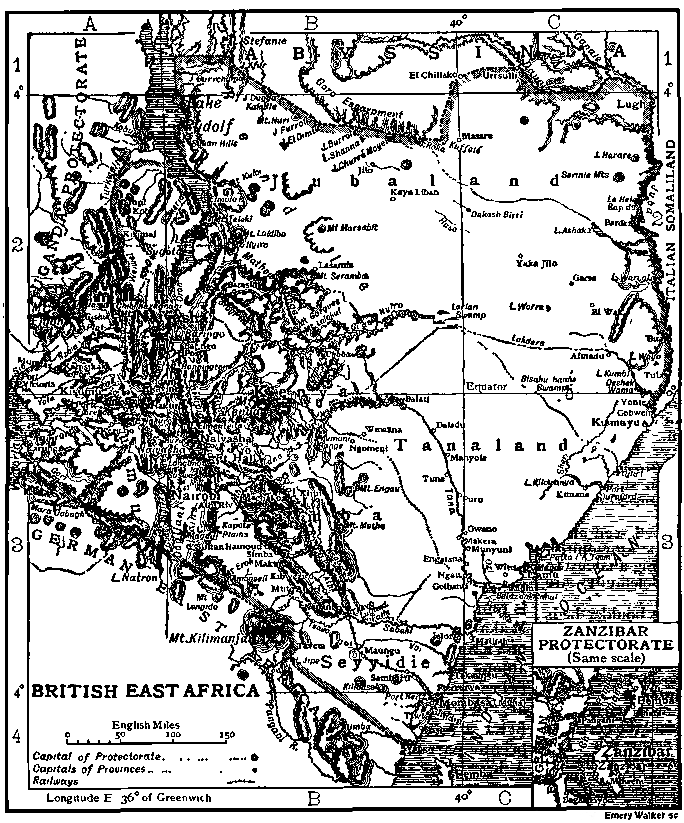
Mapa Britské východní Afriky z roku 1911

Nicméně společnost spěla k bankrotu a 1. července 1895 britská vláda vyhlásila nad územím protektorát a jeho správu podřídila ministerstvu zahraničí. V roce 1902 bylo k protektorátu přičleněno i území Ugandy. O tři roky později (1905) byla správa protektorátu převedena pod ministerstvo kolonií a sídlo správy bylo přesunulo z Mombasy do Nairobi. Následujícího roku byla ministerským příkazem zřízena vláda, představována guvernérem a výkonnou radou, a legislativa (zákonodárná rada). Prvním guvernérem a vrchním velitelem byl podplukovník J. Hayes Sadler. Občas se vyskytly problémy s místními kmeny a přes malá krveprolití zůstala země kolonistům otevřena.
Dne 23. července 1920 byly vnitrozemské oblasti vyhláškou zákonodárné rady prohlášeny britským panstvím a byla zde zřízena kolonie Keňa. Zbývající 16 kilometrů široký (10mílový) pobřežní pás, s výjimkou Witulandu, zůstal pod svrchovaností sultána Zanzibaru jako protektorát Keňa.

## Osídlení
V roce 1897 přijel na keňskou vysočinu, která byla tehdy součástí protektorátu, lord Delamere, průkopník osidlování, a zaujal ho zdejší zemědělský potenciál. Již předtím, zhruba od roku 1896, sem přicházeli přistěhovalci z Indie jako obchodníci, řemeslníci a drobní finančníci. Indové se jako občané korunní kolonie těšili v britském impériu určitým výsadám, ale nebylo jasné, zda budou v oblasti afrických Velkých jezer uznáni jako britští občané. Posléze vznikla regulace zahrnující obchodní a rezidenční segregaci ve městech a přistěhovalectví z Indie bylo omezeno. Osídlení vysočiny bylo přitom vyhrazeno Evropanům.

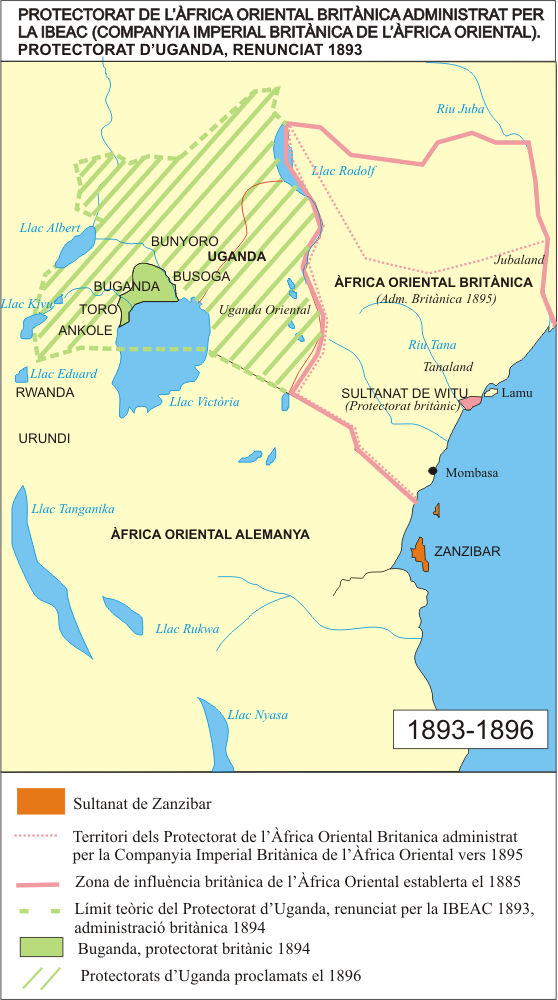
Stav v letech 1893-1895                     zóna britského vlivu 1885     sultanát Witu
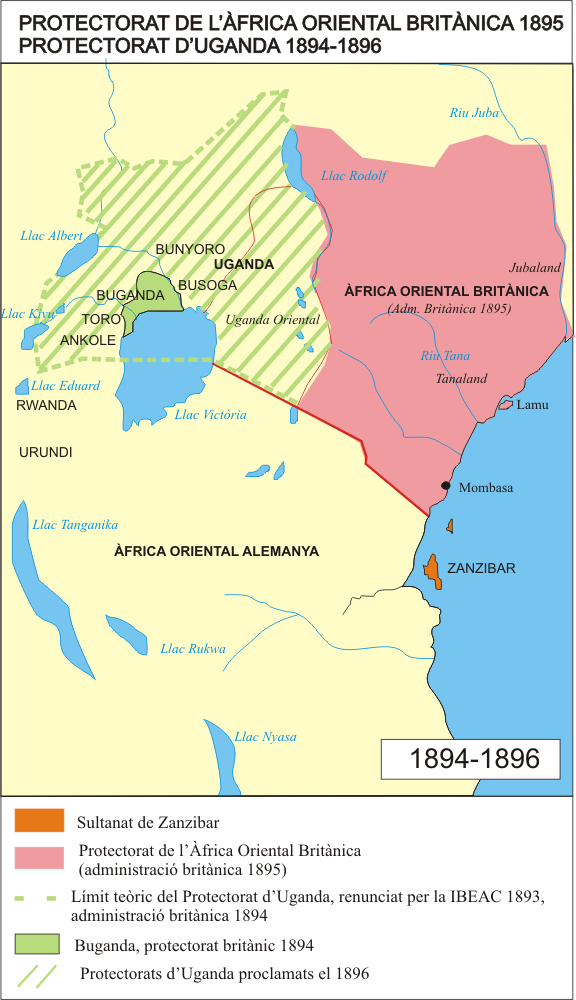
Stav v letech 1895-1896     sultanát Zanzibar     království Buganda, od r. 1884 protektorát
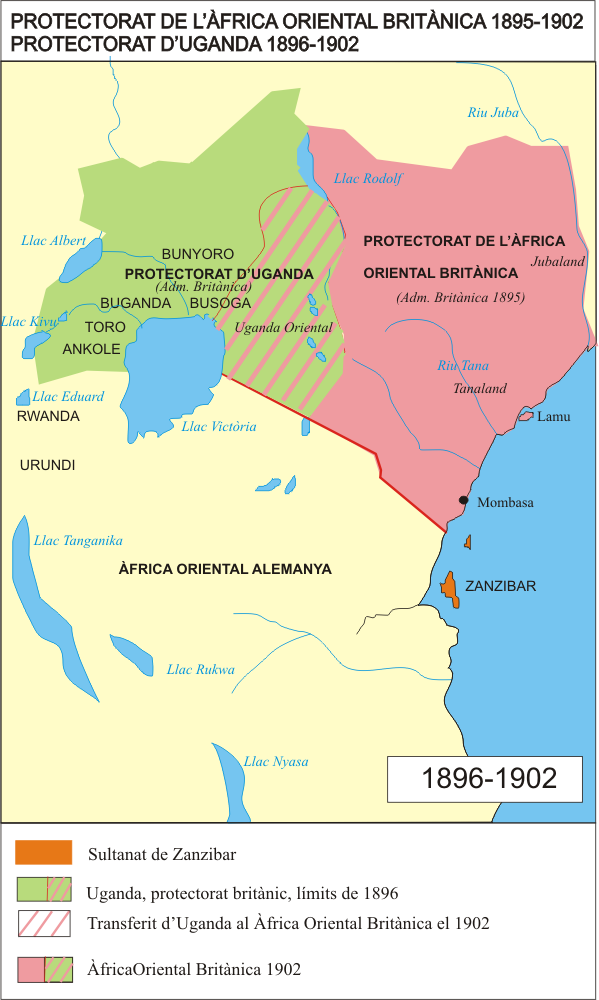
Stav v letech 1896-1902     Protektorát Východní Afrika

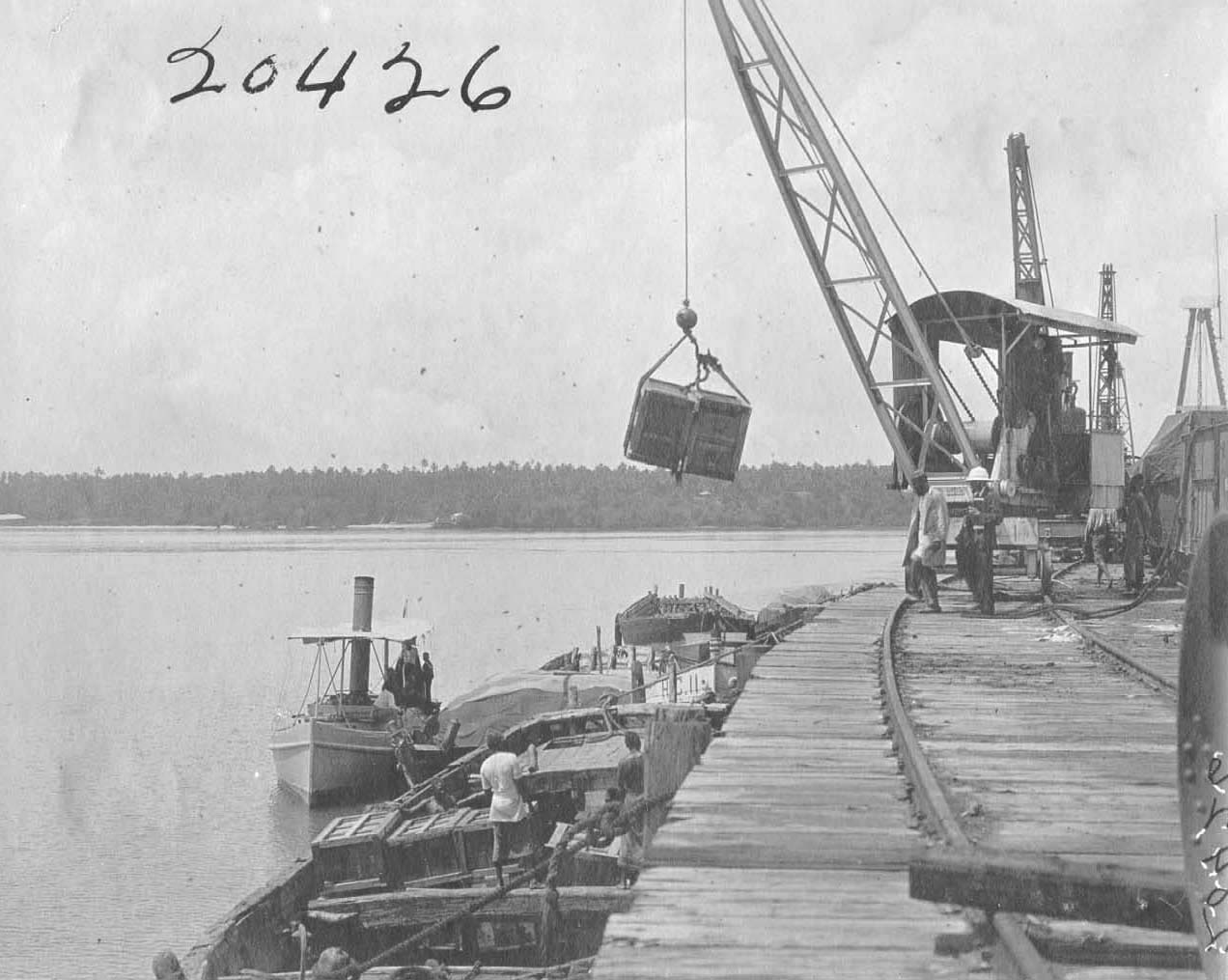
Přístavní molo v Mombase, 1906

Roku 1902 obdržel Východoafrický syndikát povolení nabídnout bílým osadníků část území vysočiny o rozloze 1 300 km² (500 čtverečních mil) a první žádost o pozemky byly podány již dubnu. Poté následovaly další žádosti o rozsáhlé oblasti, které byly spojeny velkým židovským osídlením. V dubnu 1903 vyslal major Frederick Russell Burnham, ředitel Východoafrického syndikátu, do vnitrozemí výpravu, aby odhadla tamější nerostné bohatství. Výprava prozkoumala okolí své cesty z Nairobi na sever až k západním břehu Rudolfa jezera. S příchodem stovek potenciálních osadníků, především z jižní Afriky, vznikla otázka zachování práv na pastvu pro Masaje a bylo rozhodnuto nepřijímat žádné další žádosti o pronájem rozsáhlých ploch. Spory o přidělování půdy vedly ke konfliktům mezi místními a londýnskými úředníky, a to kvůli požadavkům Východoafrického syndikátu, kde se sdružovali především žadatelé z jižní Afriky. Odtud a také z Anglie přicházeli noví osadníci ještě i v roce 1905.
Po první světové válce přijeli z Anglie a Jižní Afriky další zemědělci. Nicméně v roce 1919 byla bělošská populace odhadována na 9 000 osadníků. Přitom počet Indů byl v téže době odhadován na více než dvojnásobek.

## Pošta

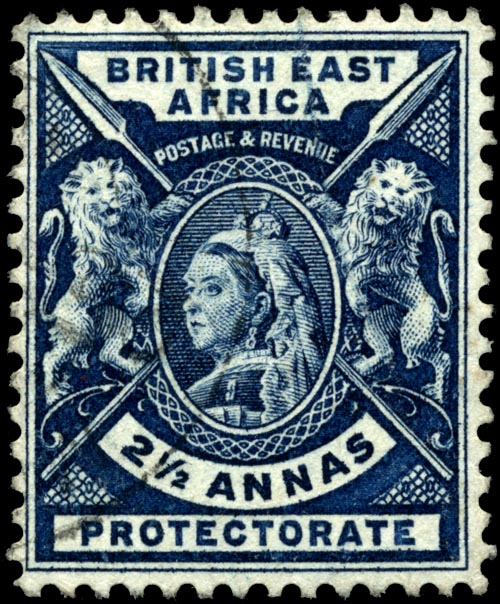
Známka protektorátu v hodnotě 2,5 anna s portrétem královny Viktorie

Území mělo vlastní poštovní službu od roku 1890. Zprvu se používaly britské známky s přetiskem a později nové s textem IMPERIAL BRITISH EAST AFRICA COMPANY. Od roku 1895 byly známky opatřeny přetiskem BRITISH EAST AFRICA, a to jak zdejší, tak indické. Později byly vydány série nových známek se stejným označením.